# كرزيستوف كازماريك
كرزيستوف كازماريك (بالبولندية: Krzysztof Kaczmarek)‏ (28 أكتوبر 1988 بفروتسواف في بولندا - ) هو لاعب كرة قدم بولندي في مركز الوسط. لعب مع شلوسك فروتسلاو وCzarni Żagań ‏ وStilon Gorzów Wielkopolski ‏ وMKS Kluczbork ‏.

## وصلات خارجية
- كرزيستوف كازماريك على موقع قاعدة بيانات كرة القدم.إي يو (الإنجليزية)
- كرزيستوف كازماريك على موقع Soccerway.com (الإنجليزية)